# Voltole
Voltole o Podere Voltole è un antico insediamento medievale oggi scomparso sulla via Francigena.
Il sito si trova nella Valle del Paglia nel territorio comunale di Abbadia San Salvatore (SI) in prossimità del Km 153 della Strada Statale N° 2 Cassia. La località, insieme con il contiguo Podere Voltolino, è stata identificata come la submansio X denominata Sce Peitr in Pail dell'itinerario lungo la Francigena descritto dall'arcivescovo Sigerico di Canterbury.

## Storia
Le ricerche storiche hanno identificato la località “Palia”, citata in alcuni documenti dell'abbazia di San Salvatore tra l'anno 818 e l'853. Sotto il Poggio dell'Apparitoia si dovevano trovare, due chiese, di San Benedetto e di San Pietro.
La chiesa di San Pietro è quella che, negli anni 990-994, l'arcivescovo di Canterbury Sigeric durante il viaggio di ritorno da Roma, cita nel suo itinerario come sosta e definisce la località: “Sce Petir in Pail”. Essa corrisponde alla X submansio.
Nei documenti dell'abbazia, nel 991 a S. Petir in Pail sono attribuiti 82 dipendenti (per un totale di 400 abitanti).
Sempre secondo i documenti nel 995 il villaggio, considerato una “curtis”, fu donato dal marchese Ugo di Toscana all'abbazia.
Altre citazioni di Palia/burgo de Voltiole si hanno a patire dal 1000 e poi nell'XI secolo.
Oggi a Voltole si trovano alcuni resti di murature medievali ed un portale gotico con archivolto a sesto acuto e i resti di un oratorio settecentesco.